# アンガス統監
アンガス統監（アンガスとうかん、英語: Lord Lieutenant of Angus）は、イギリスの官職。統監の1つで、アンガスを担当する。1789年に勃発したフランス革命がヨーロッパ諸国に飛び火するとともに1792年にはスコットランド各地で暴動がおこり、地方政府の対応に不満を感じたイギリス政府は1794年にイングランドの統監職をスコットランドでも常設職として設立した。20世紀初までの旧称はフォーファーシャー統監であり、1933年までにアンガス統監に変わった。

## 一覧
- 1794年3月17日 – 1827年12月26日：初代ダグラス男爵アーチボルド・ダグラス（英語版）[4]
- 1828年2月5日 – 1849年：第9代エアリー伯爵デイヴィッド・オグルヴィ（英語版）[4]
- 1849年6月13日 – 1874年7月6日：フォックス・モール閣下（のち第2代パンミュア男爵、第11代ダルハウジー伯爵）[4]
- 1874年8月3日 – 1904年2月16日：第13代ストラスモア＝キングホーン伯爵クロード・ボーズ＝ライアン[4]
- 1904年7月28日 – 1936年：第14代ストラスモア＝キングホーン伯爵クロード・ボーズ＝ライアン[4][5]
- 1936年6月15日 – 1967年：第12代エアリー伯爵デイヴィッド・オグルヴィ（英語版）[4][6]
- 1967年6月15日 – 1989年：第16代ダルハウジー伯爵サイモン・ラムゼイ（英語版）[4]
- 1989年11月6日 – 2001年：第13代エアリー伯爵デイヴィッド・オグルヴィ（英語版）[4]
- 2001年7月24日 – 2019年8月24日：ジョージアナ・オーズボン[4][7]
- 2019年8月24日 – ：パトリシア・アン・ソーワーズ[7]